# Antonio Donnarumma
Antonio Donnarumma (Castellammare di Stabia, 7 luglio 1990) è un calciatore italiano, portiere della Salernitana.

## Biografia
È il fratello maggiore di Gianluigi, anche lui portiere. Ha vissuto ed è cresciuto a Castellammare di Stabia fino all'età di 15 anni. È sposato e ha tre figli.

## Carriera

### Club

#### Milan e prestiti al Piacenza e al Gubbio
Cresciuto calcisticamente nella scuola calcio Club Napoli della natìa Castellammare di Stabia, inizia l'attività nelle giovanili della Juve Stabia prima di passare nel 2005 a quelle del Milan, dove vince il campionato Allievi nel 2007, con Alberico Evani in panchina, e la Coppa Italia Primavera nel 2010. A partire dal 2008 viene convocato in diverse occasioni con la prima squadra, senza mai scendere in campo.
Nel luglio del 2010 va in prestito al Piacenza, dove viene utilizzato come riserva di Mario Cassano. Esordisce da professionista il 14 agosto 2010 nella partita di Coppa Italia vinta per 5-3 contro la Virtus Lanciano; gioca complessivamente cinque partite (due partite in Serie B, una per i play-out e due di Coppa Italia), debuttando in Serie B il 21 maggio 2011 nella sconfitta interna per 3-1 contro l'AlbinoLeffe. La stagione si conclude con la retrocessione degli emiliani in Lega Pro Prima Divisione.
Rientrato al Milan, viene girato al Gubbio in prestito con diritto di riscatto, nell'anno del ritorno dei rossoblù in Serie B dopo 63 anni; fa il suo debutto con gli umbri il 14 agosto nella partita valida per il secondo turno di Coppa Italia, vinta per 3-0 contro il Benevento. Impiegato come titolare in campionato, colleziona 37 presenze in campionato e non evita la retrocessione degli umbri in Lega Pro Prima Divisione. Durante la stagione viene anche convocato nella B Italia, allenata da Massimo Piscedda.

#### Genoa e prestito al Bari
Nell'agosto 2012, sul finire della sessione di mercato, passa a titolo definitivo al Genoa, nello scambio che ha portato Johad Ferretti in rossonero. Per tutta la durata del campionato assume il ruolo di terzo portiere, avendo davanti Sébastien Frey e Alexandros Tzorvas. Il 19 maggio 2013 esordisce in Serie A e con la maglia del Genoa nella partita in trasferta contro il Bologna, finita 0-0 e valevole per l'ultima giornata di campionato salvando il risultato del Genoa con numerose parate. La stagione successiva è nuovamente terzo portiere, dietro al titolare Mattia Perin e al dodicesimo Albano Bizzarri.
Il 25 luglio 2014 passa in prestito dal Genoa al Bari in Serie B. Debutta coi pugliesi il 17 agosto nella vittoria per 2-1 contro il Savona valida per il secondo turno di Coppa Italia. Disputa la prima parte di stagione da titolare, totalizzando 25 presenze, prima di essere relegato a secondo portiere nella seconda metà di stagione dietro Enrico Guarna.
Terminato il prestito fa il suo rientro al Genoa. Durante la preparazione subisce un grave infortunio alla spalla che lo  costringe a un lungo stop.

#### Asteras Tripolis
Il 22 luglio 2016 risolve il contratto con il Genoa e il giorno dopo firma con i greci dell'Asteras Tripolīs, club militante nella massima serie greca. Fa il suo debutto con i greci il 27 ottobre nella vittoria casalinga per 1-0 contro il GAS Veria, valida per la fase a gironi di Coppa di Grecia. Termina la stagione totalizzando 21 presenze in campionato e 2 in coppa di Grecia.

#### Ritorno al Milan
Il 12 luglio 2017 viene acquistato dal Milan, squadra in cui era cresciuto come professionista e dove ritrova il fratello Gianluigi. Il 27 dicembre fa il suo esordio ufficiale con la maglia del Milan, durante il derby contro l'Inter valevole per i quarti di finale di Coppa Italia, a causa dell'infortunio del secondo portiere Marco Storari durante il riscaldamento e il concomitante infortunio del fratello: la sfida termina 1-0 a favore del Milan dopo 120' di gioco. Il 22 febbraio 2018 debutta nelle coppe europee contro il Ludogorec, nella partita valevole per il ritorno dei sedicesimi di finale di Europa League, terminata 1-0 a favore dei rossoneri. Dopo due stagioni torna in campo, sempre in Coppa Italia, nella partita contro la SPAL a San Siro, terminata 3-0 per i padroni di casa. Non avendo subìto alcuna rete con i Diavoli, diviene il primo portiere della storia del Milan a non subire gol in almeno 300 minuti giocati.
Complici le poche partite giocate e condizionato dai rapporti tesi tra la dirigenza e il fratello Gianluigi, il giocatore, in scadenza in 30 giugno 2021, non riesce a trovare con la società l'accordo per il rinnovo, rimanendo quindi svincolato.

#### Padova
Il 20 agosto 2021 viene annunciato il suo passaggio al Padova, formazione militante in Serie C, con cui firma un contratto annuale. Fa il suo debutto con i patavini il 15 settembre successivo, nella partita vinta per 1-0 contro il Legnago valida per il secondo turno di Coppa Italia Serie C. Cinque giorni dopo compie il suo debutto anche in Serie C con la maglia biancoscudata nella vittoria casalinga per 2-0 contro la Triestina. Il 6 aprile 2022 vince il suo primo trofeo con i patavini con la vittoria per 1-0 sul campo del Südtirol nella finale di ritorno di Coppa Italia Serie C, dove però non scende in campo. Dopo aver chiuso l'annata con 35 presenze in campionato, 6 nei play-off nei quali il Padova perde la finale per la promozione in Serie B contro il Palermo e 3 nella vincente Coppa Italia Serie C, rimane inizialmente svincolato, prima di firmare, il 9 luglio, un rinnovo di contratto biennale con i veneti. Nella sua seconda stagione patavina disputa 37 gare in campionato, due nei play-off e una in Coppa Italia, segnalandosi tra i giocatori biancoscudati con il miglior rendimento.
Nell'estate 2023, dopo che già nella stagione precedente aveva vestito la fascia in concomitanza con le assenze del capitano Valentini, viene nominato capitano dall'allenatore Vincenzo Torrente. Il 17 dicembre successivo, in occasione della gara casalinga vinta per 3-0 contro il Fiorenzuola, festeggia la sua centesima presenza con la maglia biancoscudata. Il 27 giugno 2024 annuncia tramite i suoi profili social di non avere rinnovato con la società biancoscudata, lasciando così Padova dopo tre stagioni, di cui l'ultima da capitano, totalizzando 120 partite e la vittoria della Coppa Italia Serie C.

#### Torino e Salernitana
Il 14 agosto 2024 torna in Serie A, firmando un contratto biennale con il Torino.
Dopo una stagione senza presenze a Torino, l'8 agosto 2025 passa a titolo definitivo alla Salernitana, formazione neoretrocessa in Serie C, con cui fa la sua prima apparizione il 17 agosto seguente, nella gara contro il Sorrento valida per il primo turno di Coppa Italia Serie C e persa ai tiri di rigore.

## Statistiche

### Presenze e reti nei club
Statistiche aggiornate al 17 agosto 2025.
| Stagione        | Squadra          | Campionato      | Campionato | Campionato | Coppe nazionali | Coppe nazionali | Coppe nazionali | Coppe continentali | Coppe continentali | Coppe continentali | Altre coppe | Altre coppe | Altre coppe | Totale | Totale |
| Stagione        | Squadra          | Comp            | Pres       | Reti       | Comp            | Pres            | Reti            | Comp               | Pres               | Reti               | Comp        | Pres        | Reti        | Pres   | Reti   |
| --------------- | ---------------- | --------------- | ---------- | ---------- | --------------- | --------------- | --------------- | ------------------ | ------------------ | ------------------ | ----------- | ----------- | ----------- | ------ | ------ |
| 2008-2009       | Milan            | A               | 0          | 0          | CI              | 0               | 0               | CU                 | 0                  | 0                  | -           | -           | -           | 0      | 0      |
| 2009-2010       | Milan            | A               | 0          | 0          | CI              | 0               | 0               | UCL                | 0                  | 0                  | -           | -           | -           | 0      | 0      |
| 2010-2011       | Piacenza         | B               | 2+1        | -4 + 0     | CI              | 2               | -6              | -                  | -                  | -                  | -           | -           | -           | 5      | -10    |
| 2011-2012       | Gubbio           | B               | 37         | -59        | CI              | 2               | -5              | -                  | -                  | -                  | -           | -           | -           | 39     | -64    |
| 2012-2013       | Genoa            | A               | 1          | 0          | CI              | 0               | 0               | -                  | -                  | -                  | -           | -           | -           | 1      | 0      |
| 2013-2014       | Genoa            | A               | 0          | 0          | CI              | 0               | 0               | -                  | -                  | -                  | -           | -           | -           | 0      | 0      |
| 2014-2015       | Bari             | B               | 25         | -35        | CI              | 2               | -3              | -                  | -                  | -                  | -           | -           | -           | 27     | -38    |
| 2015-2016       | Genoa            | A               | 0          | 0          | CI              | 0               | 0               | -                  | -                  | -                  | -           | -           | -           | 0      | 0      |
| Totale Genoa    | Totale Genoa     | Totale Genoa    | 1          | 0          |                 | 0               | 0               |                    | -                  | -                  |             | -           | -           | 1      | 0      |
| 2016-2017       | Asteras Tripolīs | SL              | 21         | -32        | KE              | 2               | -4              | -                  | -                  | -                  | -           | -           | -           | 23     | -36    |
| 2017-2018       | Milan            | A               | 0          | 0          | CI              | 1               | 0               | UEL                | 1                  | 0                  | -           | -           | -           | 2      | 0      |
| 2018-2019       | Milan            | A               | 0          | 0          | CI              | 0               | 0               | UEL                | 0                  | 0                  | SI          | 0           | 0           | 0      | 0      |
| 2019-2020       | Milan            | A               | 0          | 0          | CI              | 1               | 0               | -                  | -                  | -                  | -           | -           | -           | 1      | 0      |
| 2020-2021       | Milan            | A               | 0          | 0          | CI              | 0               | 0               | UEL                | 0                  | 0                  | -           | -           | -           | 0      | 0      |
| Totale Milan    | Totale Milan     | Totale Milan    | 0          | 0          |                 | 2               | 0               |                    | 1                  | 0                  |             | -           | -           | 3      | 0      |
| 2021-2022       | Padova           | C               | 35+6       | -25 + -4   | CI+CI-C         | 0+3             | -1              | -                  | -                  | -                  | -           | -           | -           | 44     | -30    |
| 2022-2023       | Padova           | C               | 37+2       | -38 + -1   | CI+CI-C         | 1+0             | -3+0            | -                  | -                  | -                  | -           | -           | -           | 40     | -43    |
| 2023-2024       | Padova           | C               | 34+2       | -24 + -3   | CI-C            | 0               | 0               | -                  | -                  | -                  | -           | -           | -           | 36     | -27    |
| Totale Padova   | Totale Padova    | Totale Padova   | 106+10     | -87 + -8   |                 | 4               | -4              |                    | -                  | -                  |             | -           | -           | 120    | -99    |
| 2024-2025       | Torino           | A               | 0          | 0          | CI              | 0               | 0               | -                  | -                  | -                  | -           | -           | -           | 0      | 0      |
| 2025-2026       | Salernitana      | C               | -          | -          | CI-C            | 1               | -1              | -                  | -                  | -                  | -           | -           | -           | 1      | -1     |
| Totale carriera | Totale carriera  | Totale carriera | 203        | -225       |                 | 15              | -23             |                    | 1                  | 0                  |             | 0           | 0           | 219    | -248   |

## Palmarès

### Club

#### Competizioni giovanili
- Coppa Italia Primavera: 1

Milan: 2009-2010

#### Competizioni nazionali
- Coppa Italia Serie C: 1

Padova: 2021-2022